# Walpipe
El walpipe es un tipo de gaita de Laponia (ahora conocido por su nombre nativo, Sápmi) una región del norte de Escandinavia habitada por el pueblo lapón (saami).
Investigadores del fin del siglo XVIII notaron dos gaitas en Laponia: el sak-pipe y el wal-pipe.